# 碳酸鎳
碳酸鎳（英文:Nickel(II) carbonate）是一種或几种含有镍和碳酸根的無機化合物的混合物。工业上最重要的碳酸镍的形式为碱式碳酸镍，化学式为Ni4CO3(OH)6(H2O)4。常见的更简单的碳酸镍组成有NiCO3，以及它的六水合物。所有顺磁性的绿色固体都包含Ni2+ 离子。碱式碳酸镍是从矿物中湿法提取镍的中间产物，在镍的电镀中也有应用。

## 结构和反应
NiCO3 结构类似方解石，镍位于八面体结构中。
碳酸鎳與水接觸後會水解，會生成水合鎳離子[Ni(H2O)6]2+，並釋放水和二氧化碳。
煅燒（加熱驅趕二氧化碳和水），會使碳酸鎳分解，生成二氧化碳和氧化鎳。這裡使用的是無水碳酸鎳：
NiCO3 → NiO + CO2
碳酸鎳水合物可通過電解硫酸鎳與碳酸鈉來制得：
4 Ni2+ + Na2CO3 + 6 OH- + 4 H2O → Ni4CO3(OH)6(H2O)4 + 2 Na+
水合碳酸镍已经能以镍与二氧化碳通过电解氧化方法制备：
Ni + O + CO2 + 6 H2O → NiCO3(H2O)4

## 应用
碳酸镍在陶瓷工业有应用，也用作催化剂的前体。

## 安全性
碳酸镍有中等毒性，可能造成轻微刺激。应避免长期接触。